# Peugeot 407
La Peugeot 407 est une familiale du constructeur automobile français Peugeot produite du 22 avril 2004 au 14 décembre 2011 en remplacement de la 406. Elle existe sous trois formes : berline 4 portes, break et coupé (407 Coupé).

## Histoire

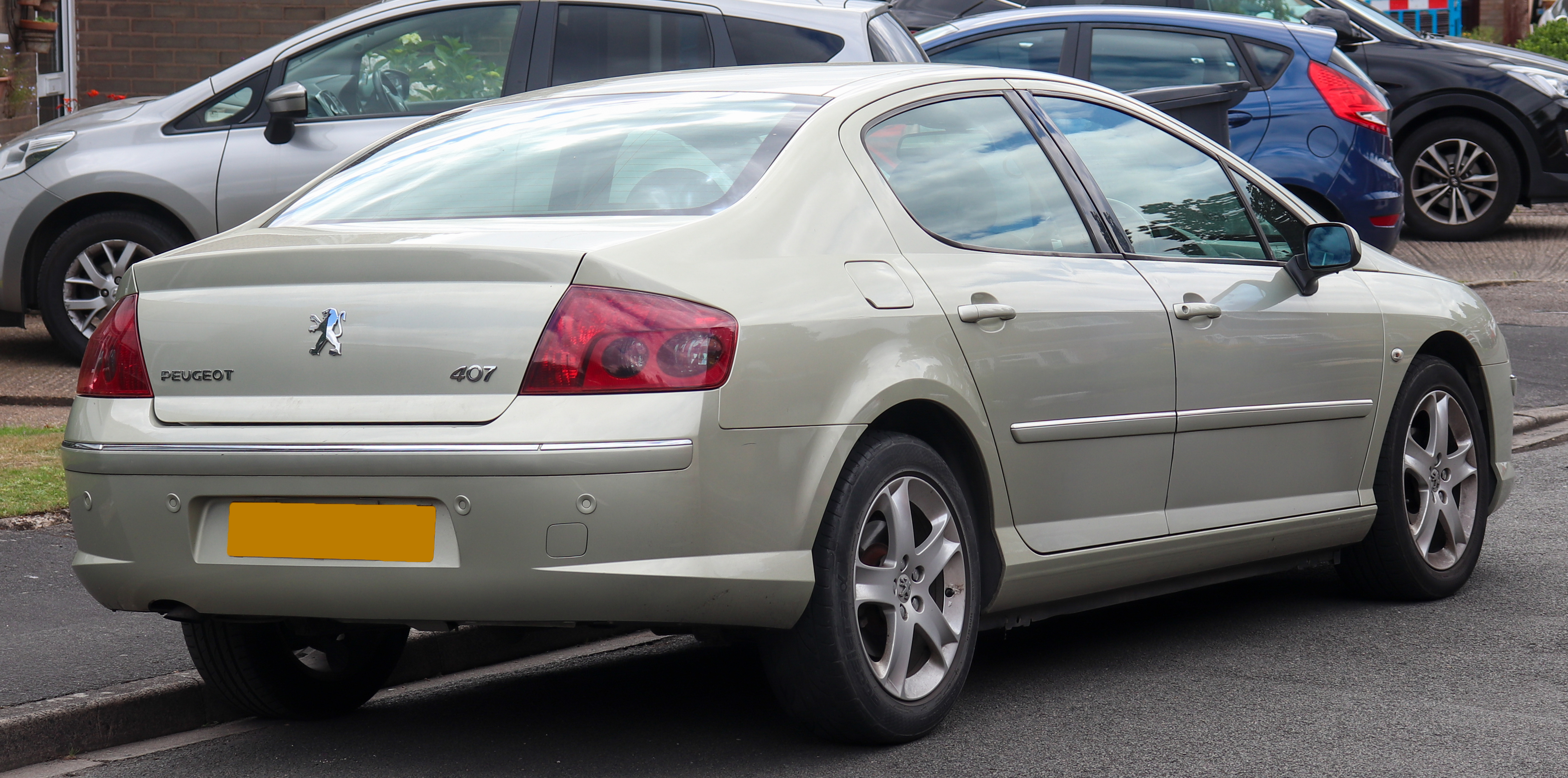
Peugeot 407 phase I berline.

Pendant un temps, certains journalistes ont cru que la voiture prendrait le nom de Peugeot 506 ou 507, du fait de l'absence de succession prévue à la Peugeot 607.
La 407 est la première Peugeot à être fabriquée dans l'usine PSA de Rennes, en Bretagne, qui avait uniquement fabriqué des véhicules Citroën depuis sa création en 1961.
Présentée à la presse en décembre 2003, elle est commercialisée en avril 2004.
Le break prend l'appellation 407 SW, pour Station Wagon. 
Le coupé est présenté par la suite au Salon automobile de Francfort, en septembre 2005.
La 407, tant en berline qu'en coupé, a reçu 5 étoiles sur 5 aux tests de l'EuroNCAP.
Mi-2006, une très légère mise à jour esthétique intervient, avec l'apparition de chromes au-dessus des protections latérales, qui deviennent d'ailleurs peintes sur le niveau de finition le plus haut.

### Phase I (2004 — 2008)

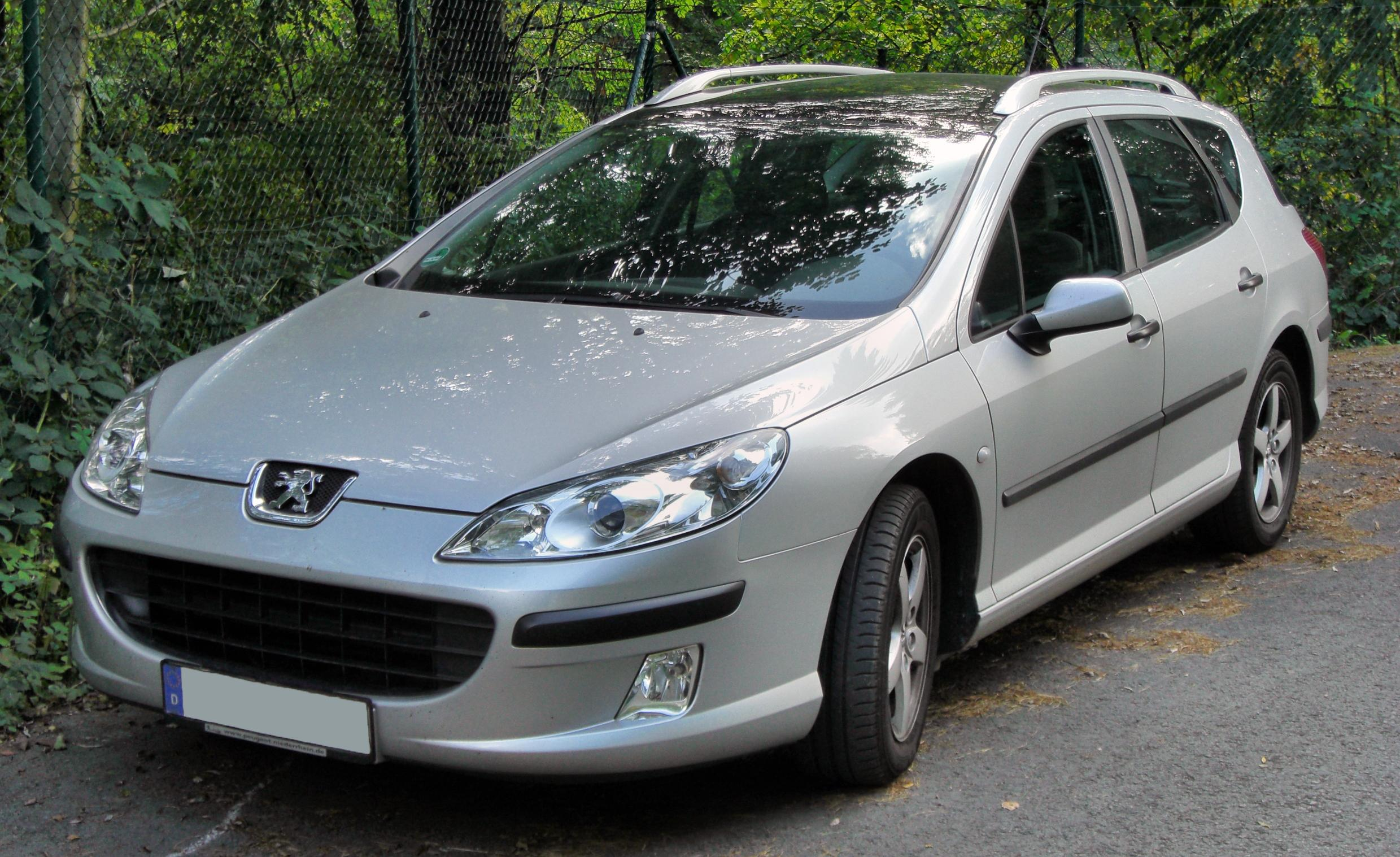
Peugeot 407 phase 1 SW.
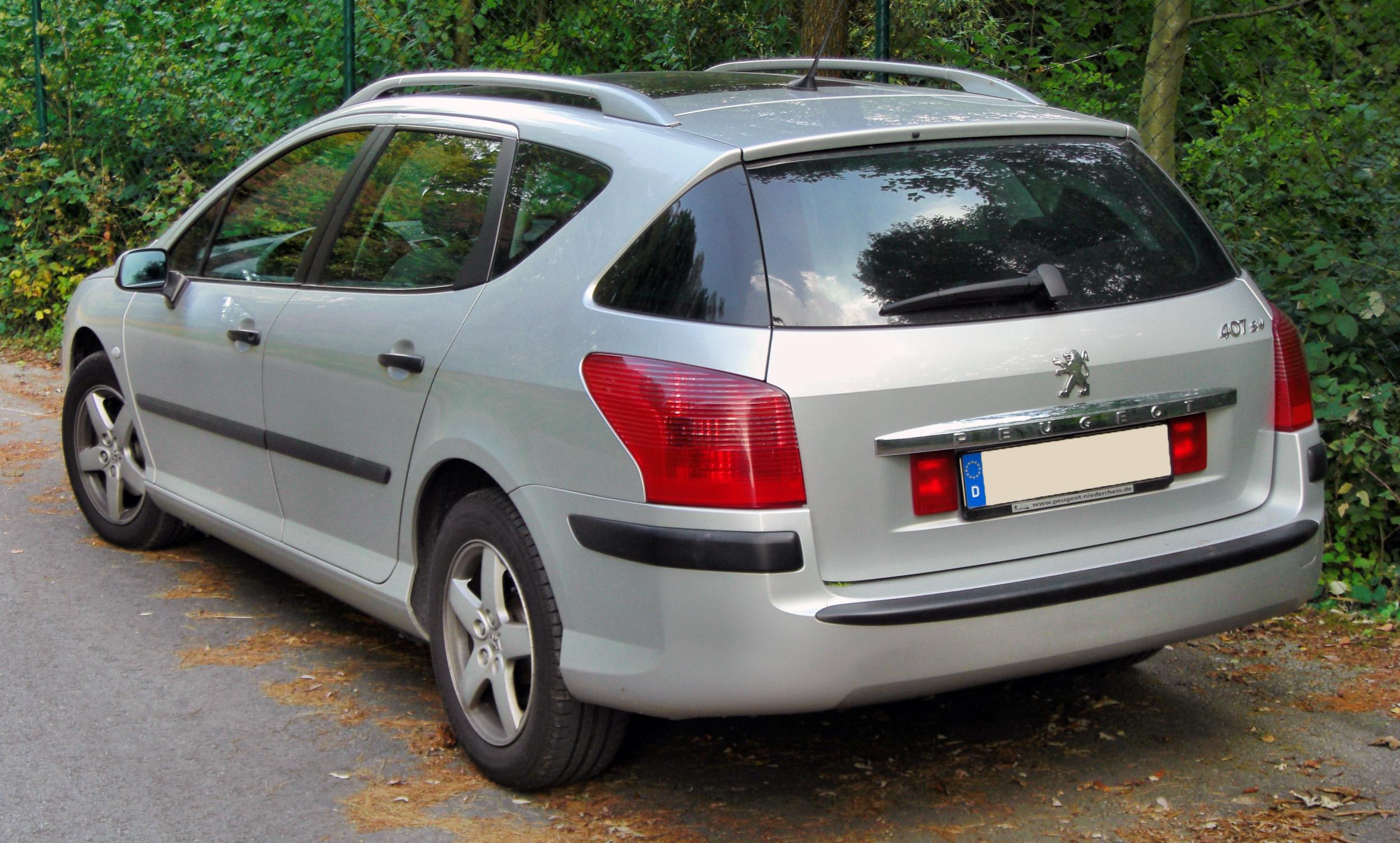
Peugeot 407 phase 1 SW.
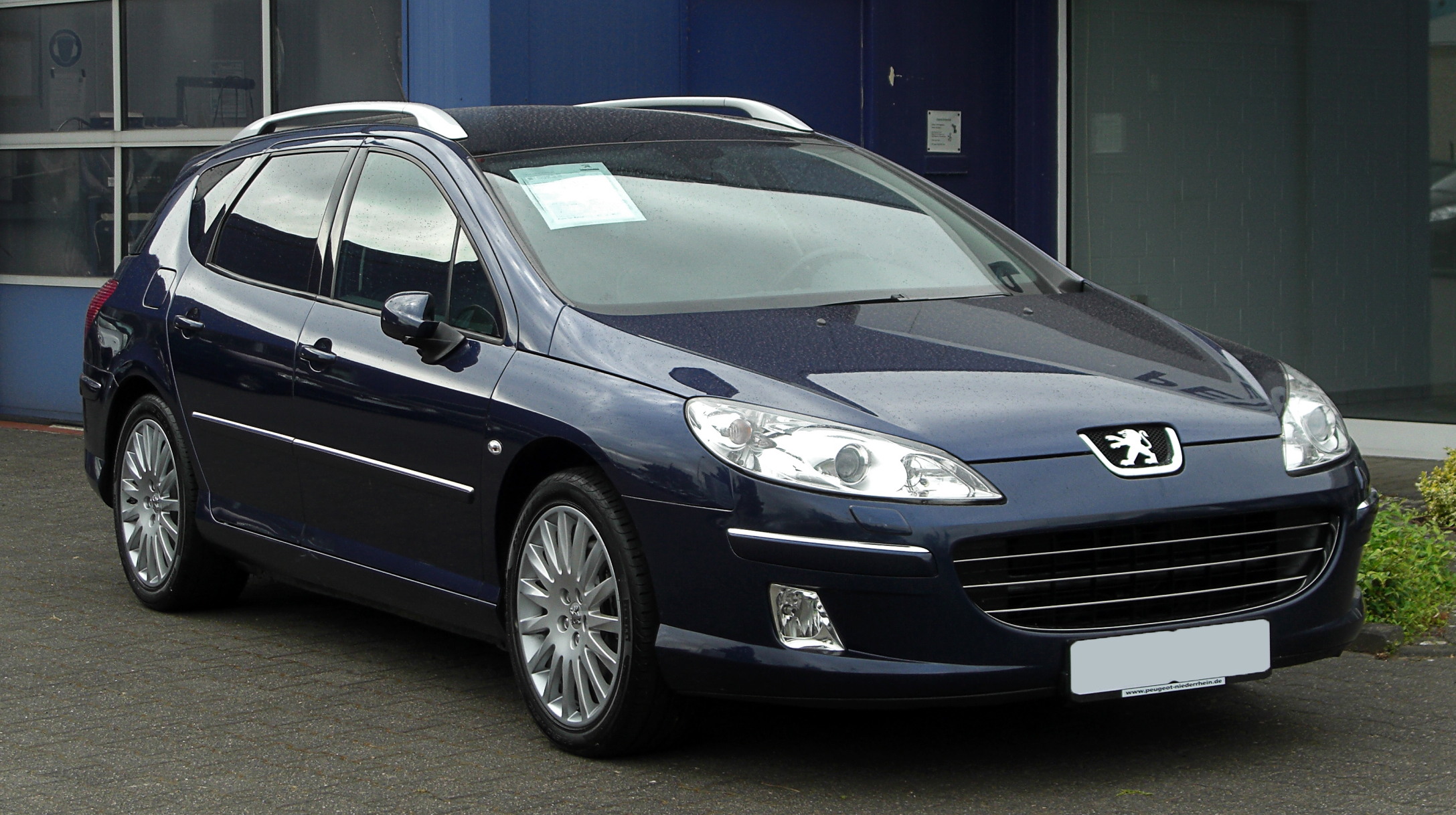
Peugeot 407 phase 1.1 SW.
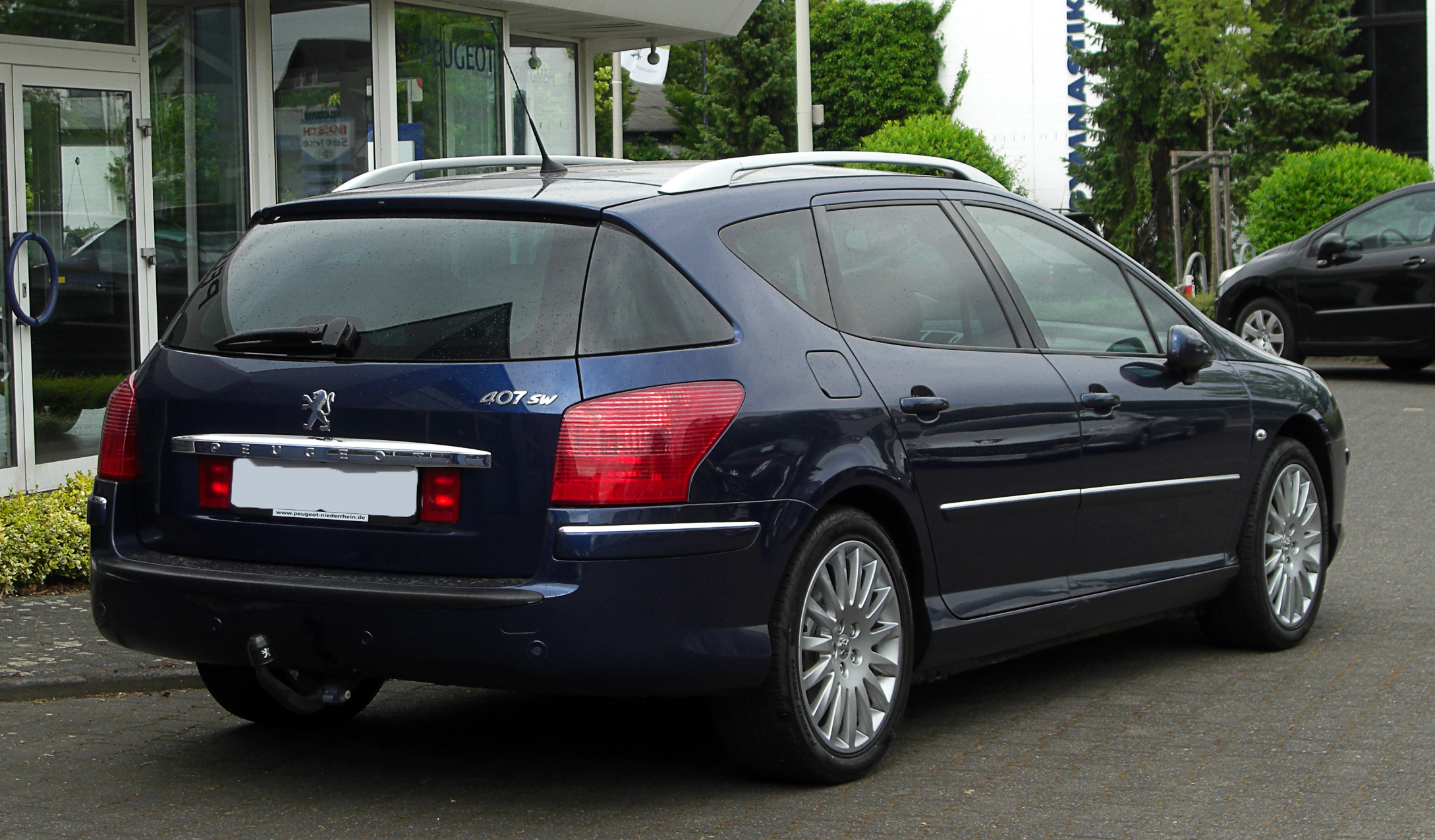
Peugeot 407 phase 1.1 SW.
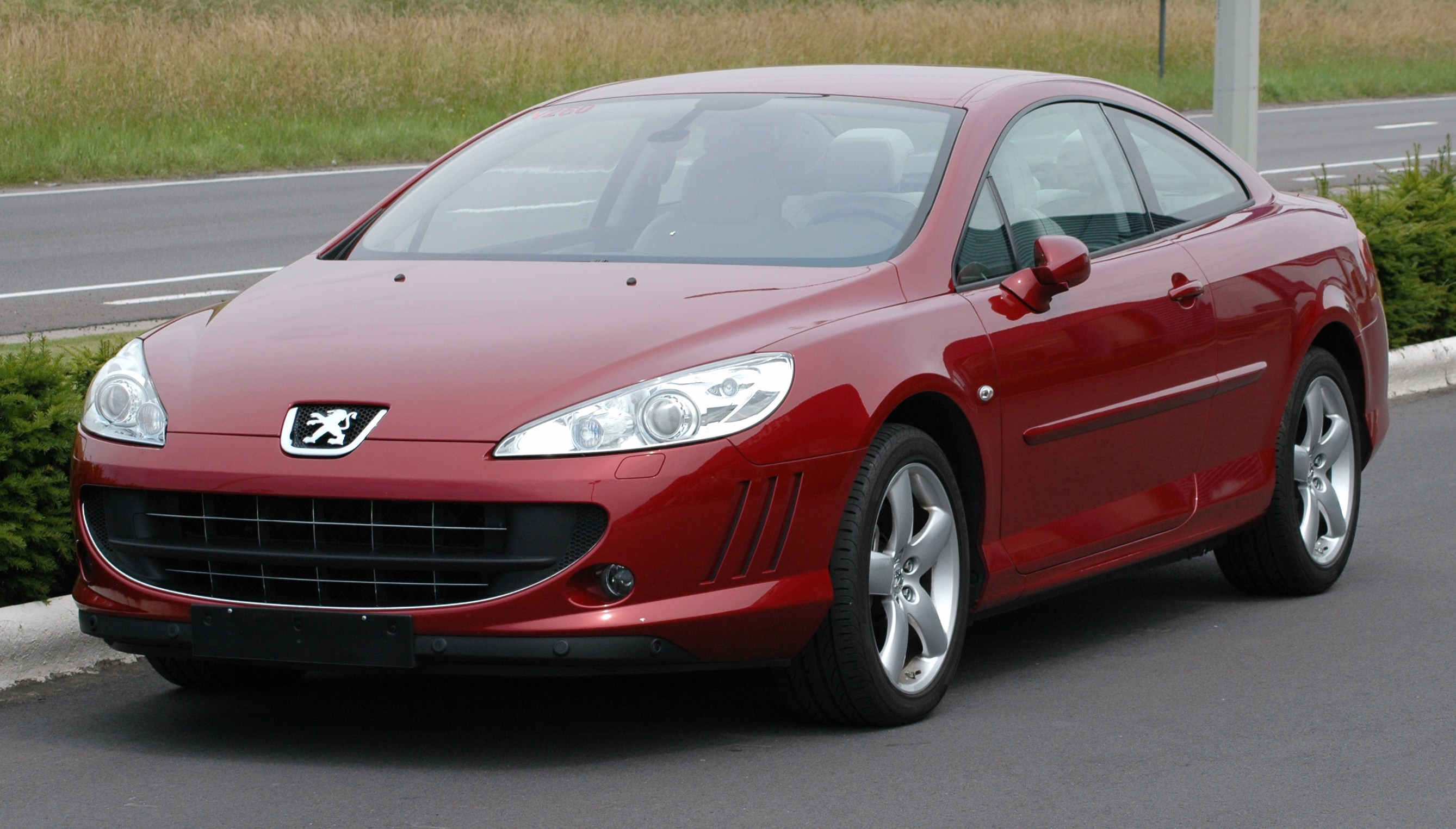
Peugeot 407 phase 1 Coupé.
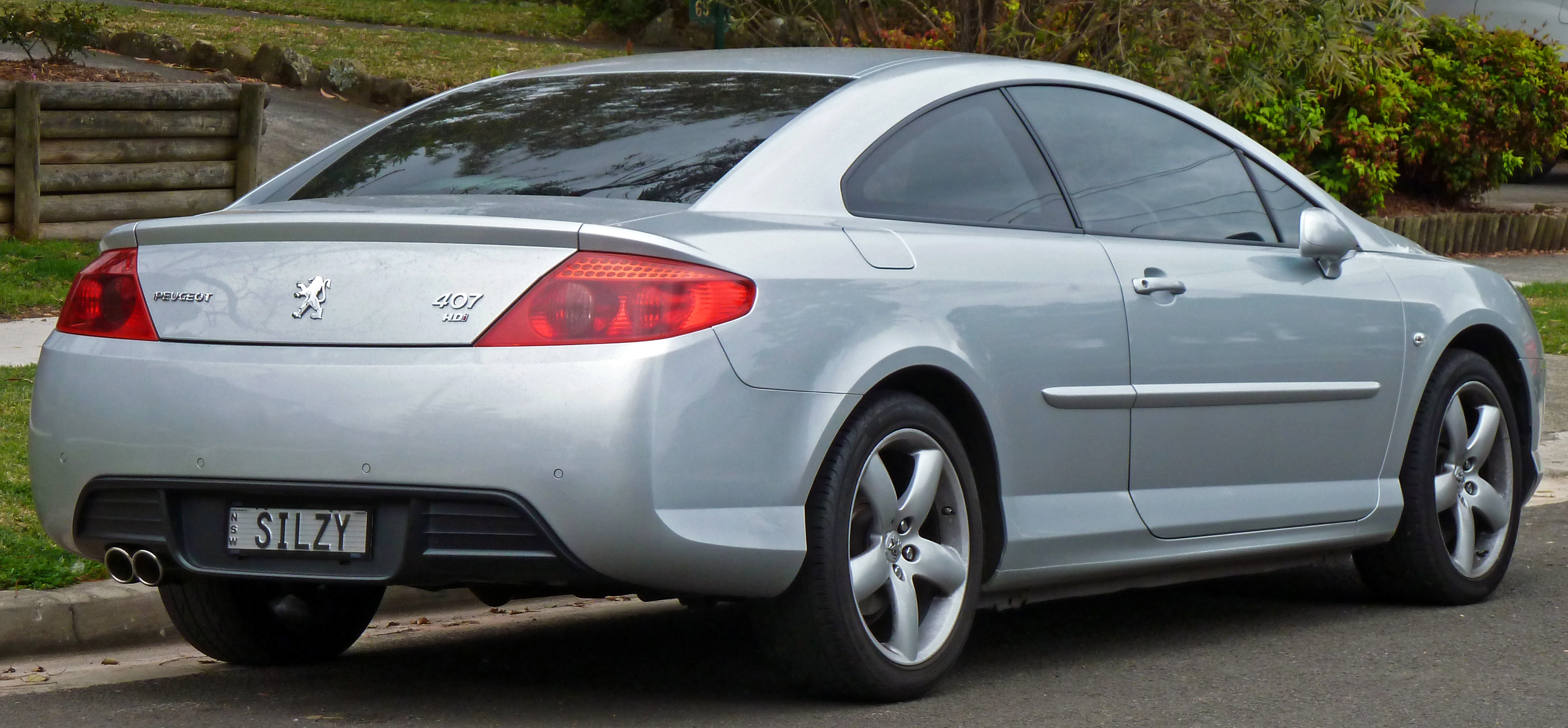
Peugeot 407 phase 1 Coupé.

### Phase II (2008 — 2011)
En juillet 2008, la Peugeot 407 a droit à son restylage : au niveau du pare-chocs arrière avec l'apparition d'un diffuseur, ainsi qu'un nouveau dessin des feux sur le break comme sur la berline. Sur la face avant, seule la grille de calandre change avec des chromes plus présents. À l'intérieur, les matériaux changent avec une console centrale noir laqué. Le nouveau système de navigation Wip Nav équipé du Bluetooth est de série à partir du second niveau de finition (Premium).

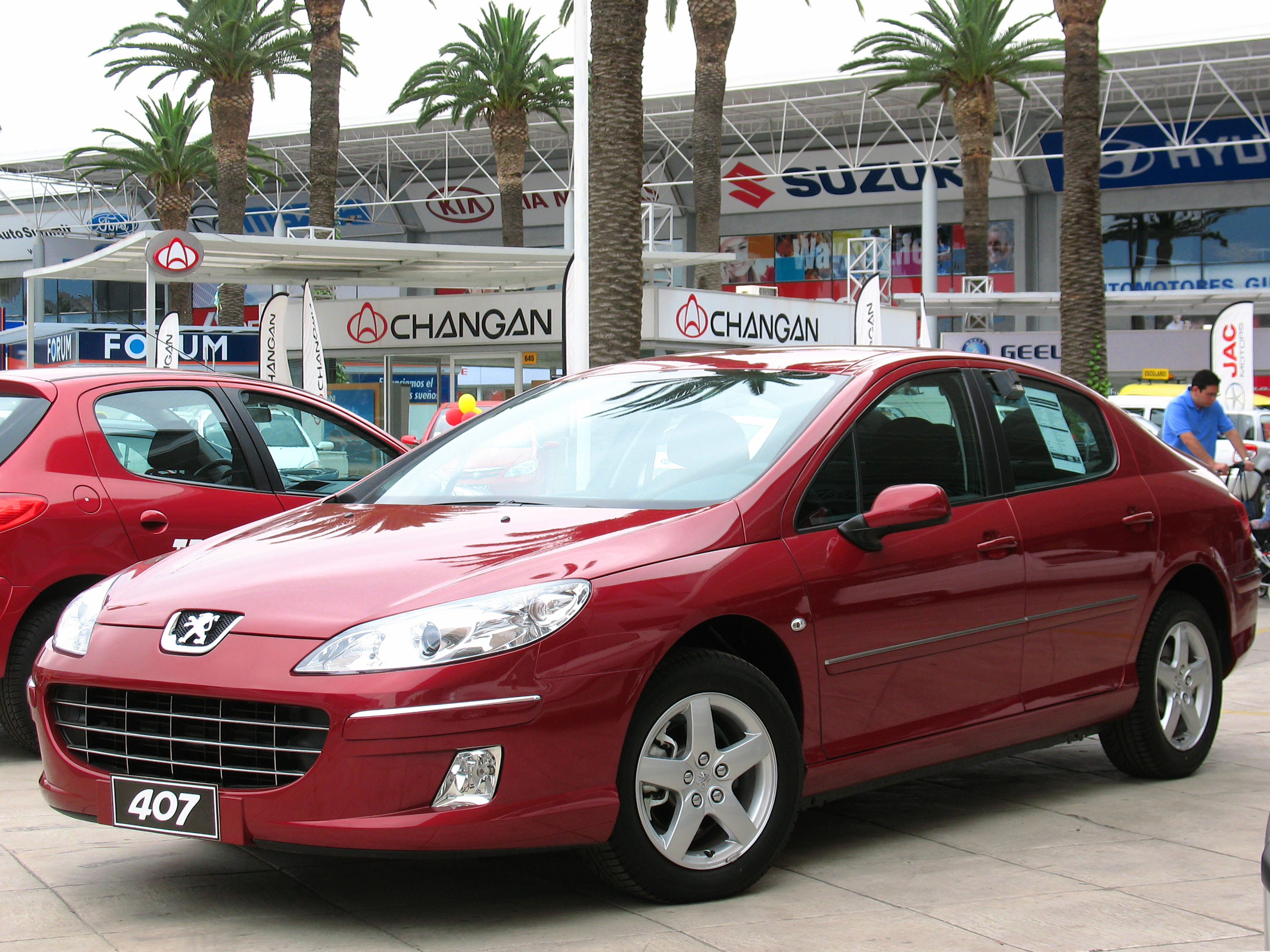
Peugeot 407 phase 2 berline.
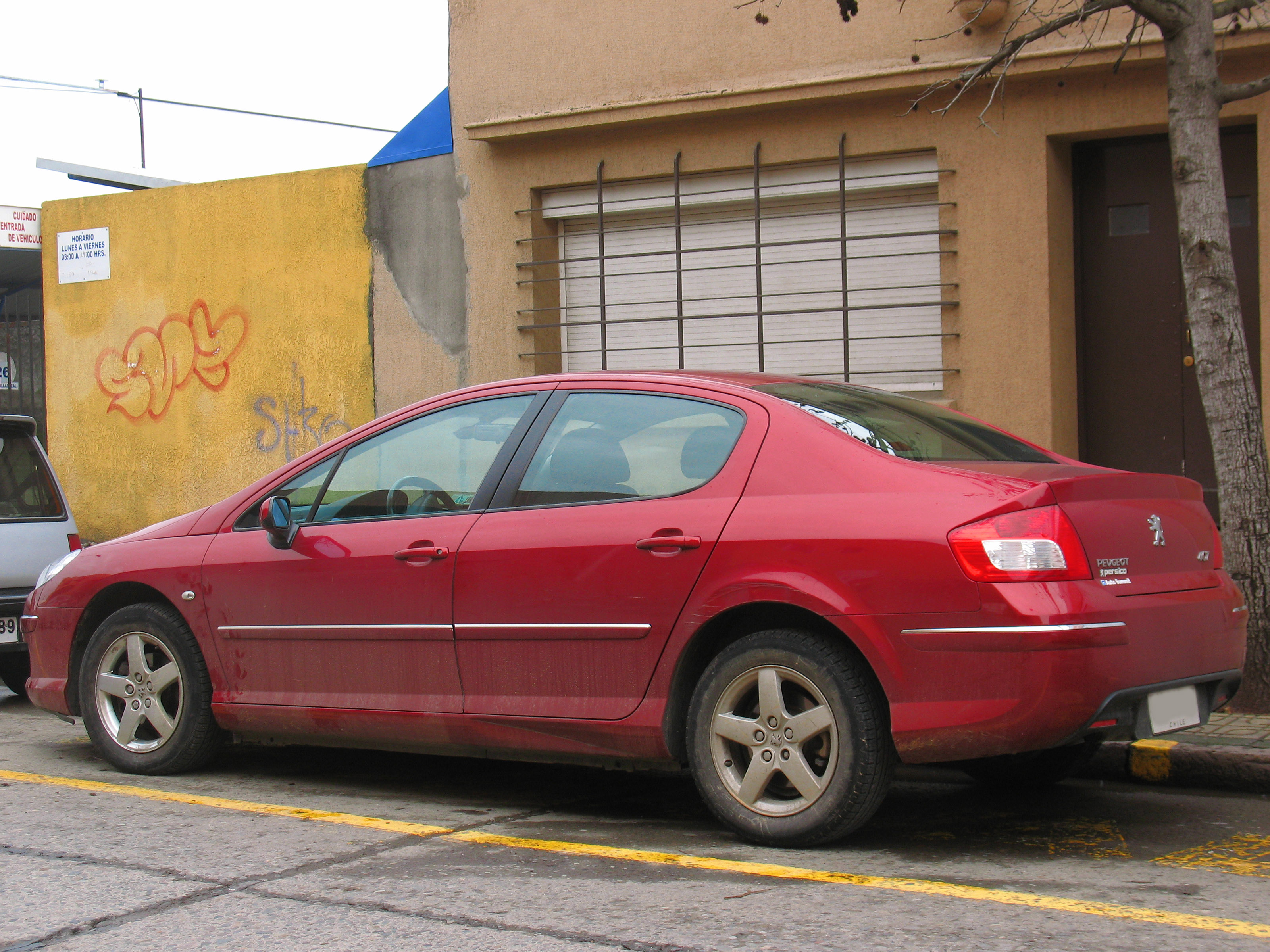
Peugeot 407 phase 2 berline.
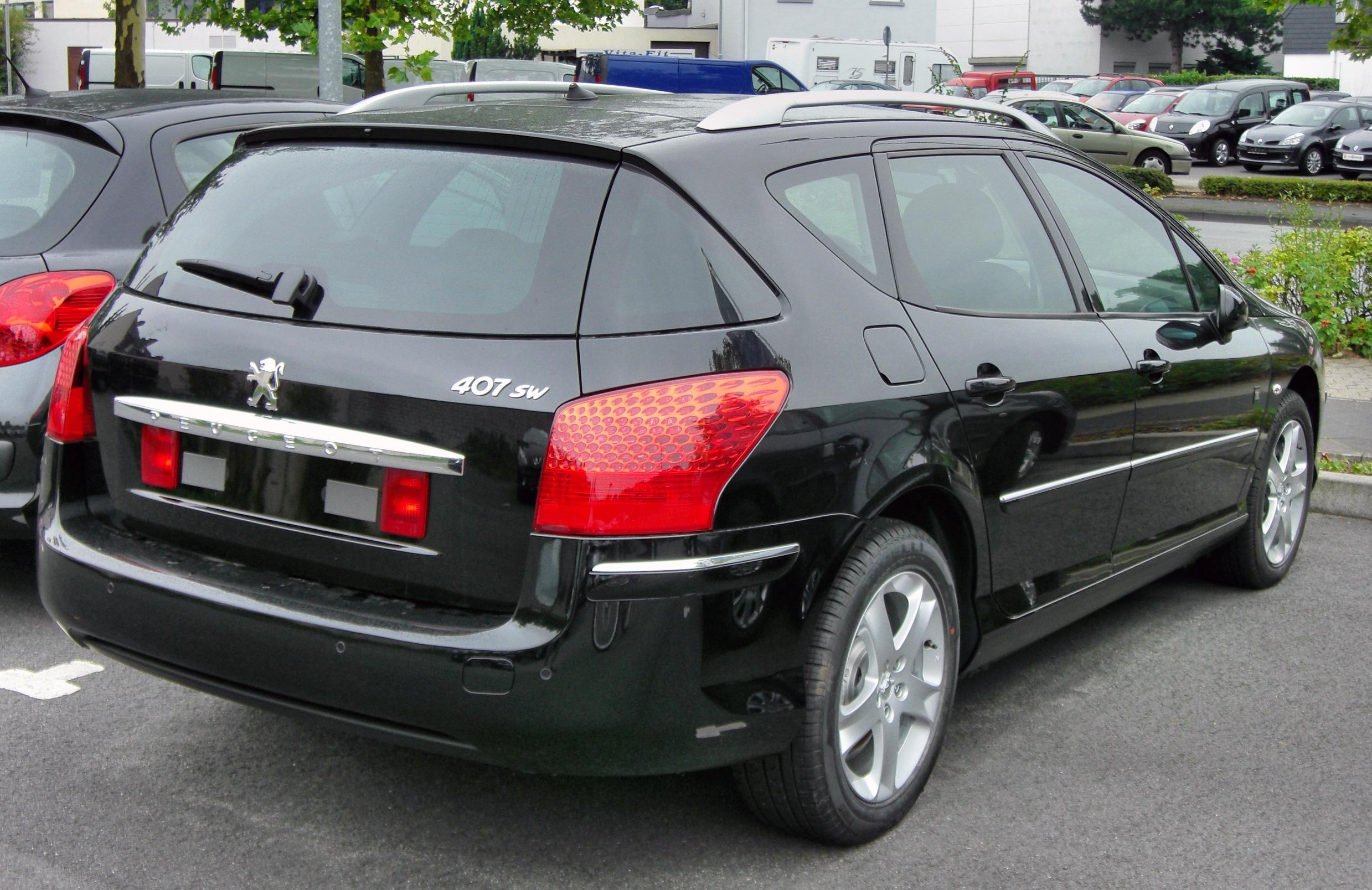
Peugeot 407 phase 2 SW.

Évolution du 2,0 HDi 136 ch qui voit sa puissance passer à 140 ch tout en diminuant sa consommation et ses émissions de CO2. Le coupé, dont les ventes sont faibles, n'a pas été restylé. À partir de 2010, les rétroviseurs sont changés pour laisser place à des modèles répondant aux nouvelles normes.
À la suite de la crise économique, certains moteurs ont été supprimés en mars 2009 :
En essence : 3,0e 211 ch et 2,2e 163 ch et en diesel : 2,7 HDi 204 ch  qui a laissé place au nouveau V6 3,0 HDi 241 ch (seulement sur la version coupé) développé avec Ford, qui est en fait une évolution de l'ancien 2,7 de 204 ch. Le coupé profite aussi du 2 L HDi poussé à 163 ch en boite manuelle, alors que la berline, à partir de 2009, peut être livrée avec ce moteur, mais exclusivement en boîte automatique.
De plus, le 1,8e 125 ch et le 2,0e 141 ch sont seulement proposés avec la boîte manuelle 5 vitesses et sur la berline. Toutes les autres motorisations sont maintenues.
Les émissions de CO2 du moteur 1.6 HDi 110 ch baissent de 140 g/km à 129 g/km pour lui faire profiter d'un bonus écologique de 200 euros. La berline avec le moteur 2.0 HDi 163 et la boîte automatique a un malus de 750 € en 2010.

## Motorisations

### Essence
|                                  | 1.8 16V 115                        | 1.8 16V 125                        | 2.0 16V 135                        | 2.0 16V 140                        | 2.2 16V 160                        | 2.2 16V 163                        | 3.0 210                        |
| -------------------------------- | ---------------------------------- | ---------------------------------- | ---------------------------------- | ---------------------------------- | ---------------------------------- | ---------------------------------- | ------------------------------ |
| Cylindrée                        | 1 749                              | 1 749                              | 1 997                              | 1 997                              | 2 230                              | 2 230                              | 2 946                          |
| Architecture/ nombre de soupapes | 4 cylindres en ligne / 16 soupapes | 4 cylindres en ligne / 16 soupapes | 4 cylindres en ligne / 16 soupapes | 4 cylindres en ligne / 16 soupapes | 4 cylindres en ligne / 16 soupapes | 4 cylindres en ligne / 16 soupapes | 6 cylindres en V / 24 soupapes |
| Puissance maxi                   | 116 ch à 5 500 tr/min              | 125 ch à 6 000 tr/min              | 136 ch à 6 000 tr/min              | 140 ch à 6 000 tr/min              | 160 ch à 5 650 tr/min              | 163 ch à 5 650 tr/min              | 211 ch à 6 000 tr/min          |
| Couple maxi                      | 163 N m à 4 500 tr/min             | 170 N m à 3 750 tr/min             | 190 N m à 4 100 tr/min             | 200 N m à 4 000 tr/min             | 217 N m à 3 900 tr/min             | 220 N m à 4 150 tr/min             | 290 N m à 3 750 tr/min         |
| Boîte de vitesses                | BVM5                               | BVM5                               | BVM5                               | BVM5                               | BVM6                               | BVM6 / BVA4                        | BVA6                           |
| Vitesse maxi                     | 200                                | 193 à 203                          | 212                                | 212 à 213                          | 220                                | 213 (man) à 222 (auto)             | 235                            |
| 0-100 km/h                       | 12,9                               | 11,4 à 10,3                        |                                    | 9,1                                | 10,1                               | 9,3 à 9                            | 8,4                            |
| Consommation (en L/100 km)       |                                    | 7,9 à 7,7                          | 8,2                                | 8,1                                | 9                                  | 9                                  | 9,8                            |
| Émissions de CO2 (en g/km)       | 183                                | 181                                | 194 à 192                          | 192                                | 214                                | 224 à 214                          | 242 à 233                      |

Les moteurs essence sont des reconductions ou évolutions légères des moteurs proposés sur la 406 restylée. On retrouve la série de 4 cylindres de type EW et le 6 cylindres en V de type ESL.

### Diesel
|                                  | 1.6 HDi 110                        | 2.0 HDi 136                        | 2.0 HDi 140                        | 2.0 HDI 163                        | 2.2 HDi 170                        | 2.7 HDi 204                    | 3.0 HDi 240                    |
| -------------------------------- | ---------------------------------- | ---------------------------------- | ---------------------------------- | ---------------------------------- | ---------------------------------- | ------------------------------ | ------------------------------ |
| Cylindrée                        | 1560                               | 1 997                              | 1 997                              | 1 997                              | 2 179                              | 2 720                          | 2 992                          |
| Architecture/ nombre de soupapes | 4 cylindres en ligne / 16 soupapes | 4 cylindres en ligne / 16 soupapes | 4 cylindres en ligne / 16 soupapes | 4 cylindres en ligne / 16 soupapes | 4 cylindres en ligne / 16 soupapes | 6 cylindres en V / 24 soupapes | 6 cylindres en V / 24 soupapes |
| Puissance maxi                   | 109 ch à 4 000 tr/min              | 136 ch à 3 800 tr/min              | 140 ch à 4 000 tr/min              | 163 ch à 3 750 tr/min              | 170 ch à 4 000 tr/min              | 204 ch à 4 000 tr/min          | 241 ch à 3 800 tr/min          |
| Couple maxi                      | 240 N m à 1 750 tr/min             | 320 N m à 2 000 tr/min             | 320 N m à 2 000 tr/min             | 320 N m à 2 000 tr/min             | 370 N m à 1 750 tr/min             | 440 N m à 1 900 tr/min         | 450 N m à 1 600 tr/min         |
| Boîte de vitesses                | BVM5                               | BVM6                               | BVM6                               | BVA6                               | BVM6                               | BVA6                           | BVA6                           |
| Vitesse maxi                     | 192                                | 201 à 208                          | 201 à 208                          | 210                                | 222 à 223                          | 227 à 230                      | 245                            |
| 0-100 km/h                       | 11,7                               | 9,8                                | 9,8                                | 9,6 à 9,1                          | 9,1 à 8,5                          | 8,8 à 8,5                      | 7,7                            |
| Consommation (en L/100 km)       | 4,9 à 5,5                          | 5,9                                | 5,7 à 5,6                          | 6,9                                | 8,7 à 6,2                          | 10 à 8,4                       | 7,2                            |
| Émissions de CO2 (en g/km)       | 129 à 145                          | 155                                | 150                                | 179                                | 160                                | 223                            | 189                            |

## Concept cars

### 407 Elixir

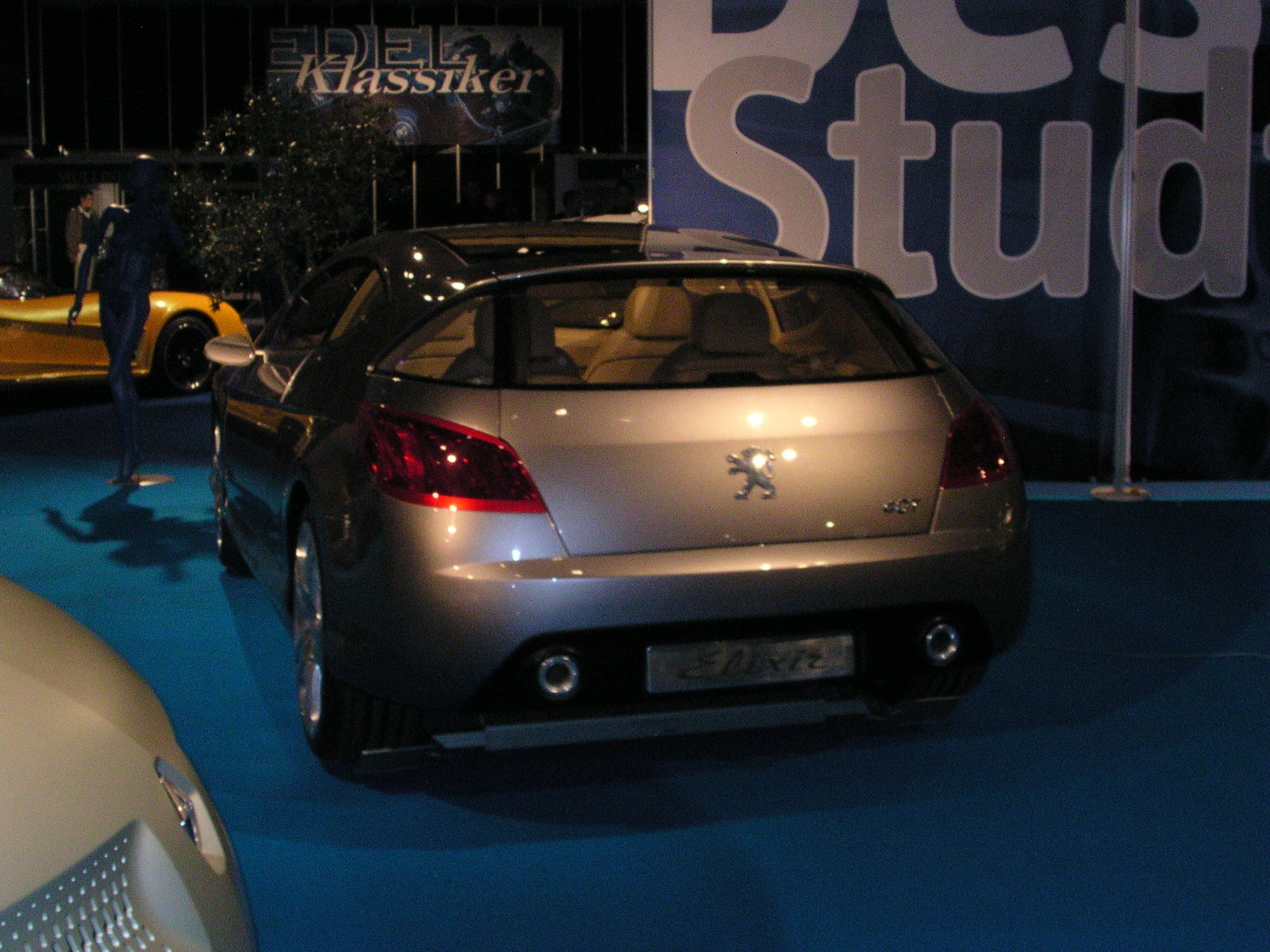
Peugeot 407 Elixir.

La Peugeot 407 Elixir est un prototype présenté par Peugeot au Salon de l'automobile de Francfort de 2003.
Elle sert de modèle « concept-car » et permet à Peugeot de développer de nouvelles idées de style et d’architecture pour les futurs modèles de la marque.
L'Elixir est caractérisée par un avant long et proéminent ainsi qu'une partie arrière voulue généreuse par les concepteurs. La voiture mesure 4,72 m pour une largeur de 1,92 m et une hauteur de 1,40 m.
Le design distinctif du véhicule est renforcé par le pare-brise qui est fort incliné et qui aboutit sur un pavillon de verre. Sur la face, avant on retrouve une large baie qui préfigure les futures calandres des 407.
De dimension imposante, la 407 Elixir peut accueillir confortablement quatre personnes. Une fois les portes ouvertes, on peut découvrir un intérieur confortable et ne baignant pas dans l'excès ainsi que quatre sièges ajustables. La 407 Elixir est accueillante et conviviale. Outre une climatisation automatique « bi-zone » ainsi qu’un système de navigation sur écran couleur 7 pouces et 16/9, on retrouve tout le confort caractérisant les modèles haut de gamme de Peugeot. L’habitacle d'un ensemble très lumineux est garni de cuir clair et caractérisé par des inserts en aluminium au niveau des frises supérieures. Du point de vue sécurité, l'Elixir est équipée de neuf airbags.
L'Elixir est motorisée par un tout nouveau six cylindres diesel HDi de 2 720 cm3 et équipé d'un FAP de dernière génération. On parle d'une puissance de plus de 200 ch pour un couple maximal de 440 N m. La transmission est une boîte de vitesses séquentielle Tiptronic qui permet d’opter soit pour un mode d’utilisation 100 % automatique, soit un passage séquentiel des rapports.
Pour ses trains roulants, une suspension à double triangulation à l’avant et un train multibras à l’arrière assurent à l'ensemble un confort de roulage à hauteur de la réputation de Peugeot.

### Peugeot 407 Silhouette Concept

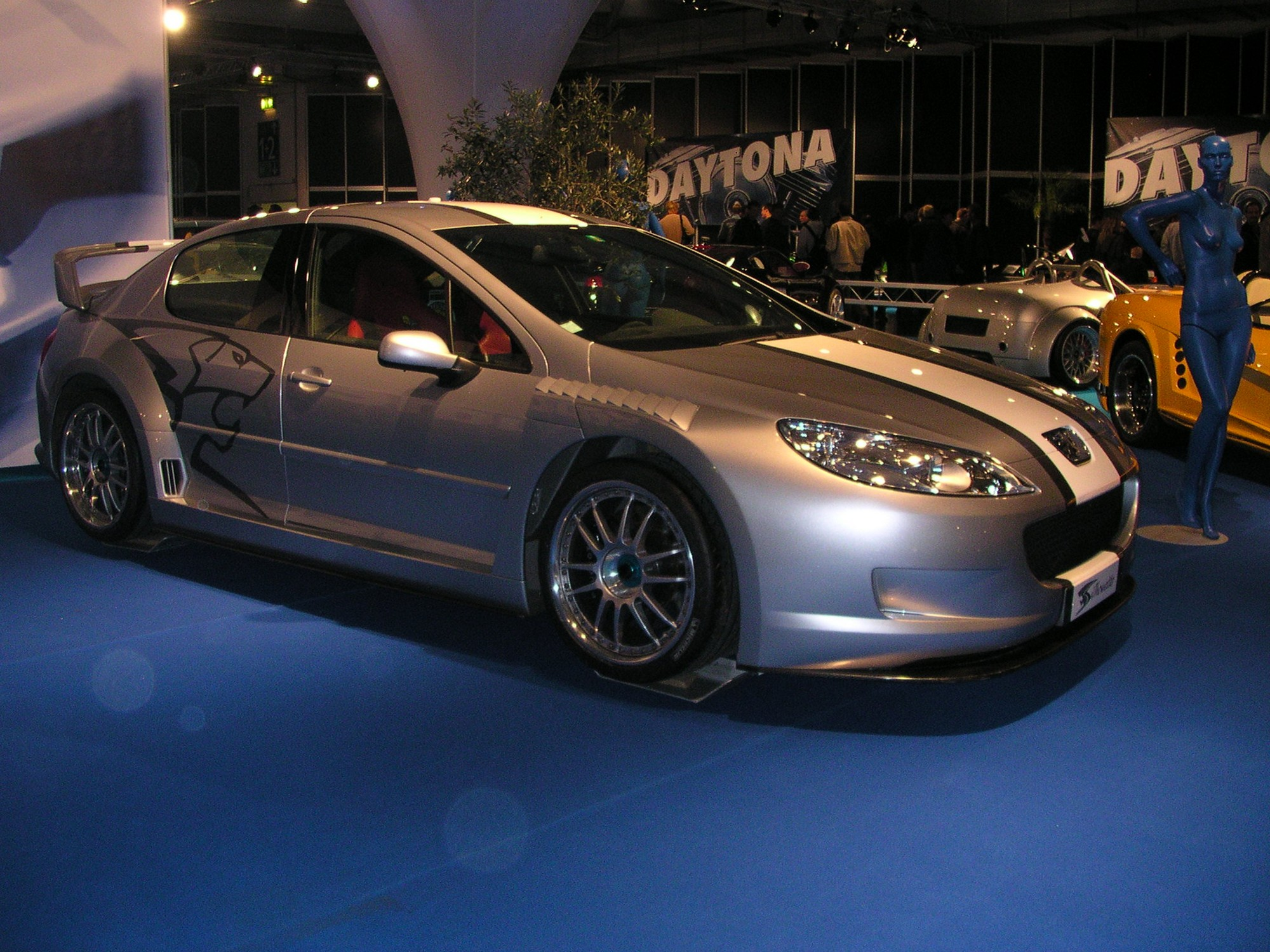
Peugeot 407 Silhouette concept.

La « 407 Silhouette » est une voiture de course, reprenant la plupart des caractéristiques de conception du coupé, à l'exception de sa longueur (4m67).

### Peugeot 407 Macarena Concept
La « 407 Macarena » est le coupé cabriolet quatre portes, produit par Heuliez et présenté au Salon de Genève 2006.

### Peugeot 407 Prologue
La « 407 Prologue » est un show car présenté au Salon de Genève 2005 annonçant la 407 Coupé de série, à laquelle il est quasiment identique.

Peugeot 407 Prologue
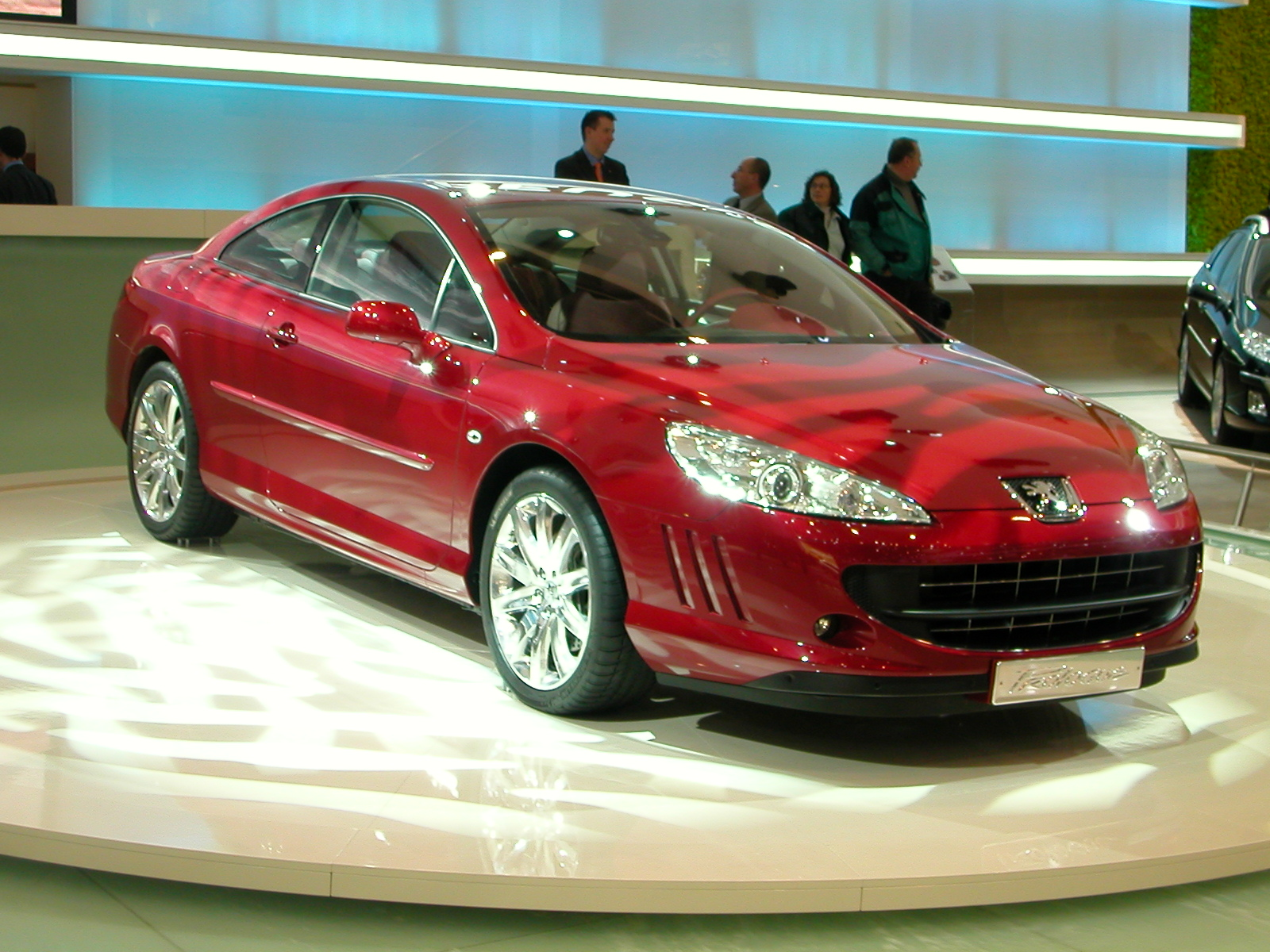
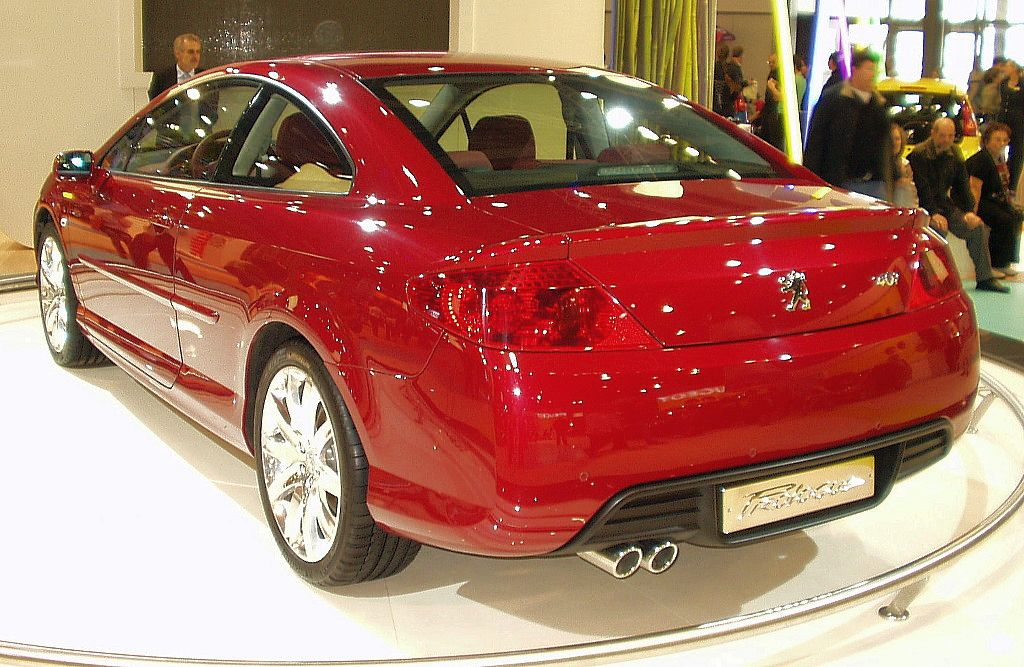

## Commercialisation
| Année | Nombre de ventes |
| ----- | ---------------- |
| 2004  | 165 000          |
| 2005  | 259 000          |
| 2006  | 181 500          |
| 2007  | 136 000          |
| 2008  | 81 400           |
| 2009  | 39 500           |
| 2010  | 31 300           |
| 2011  | 2600             |
| 2012  | 100              |
| Total | 896 400          |

La 407 a été produite à moins de 900 000 exemplaires, un succès en demi-teinte comparativement à sa devancière la 406, produite à plus de 1 667 000 exemplaires. Il est vrai, cependant, que le marché des berlines familiales s'était réduit, à l'époque, face à la concurrence des monospaces, ce qui ne suffit pas à justifier la totalité de cette baisse de volume, mais la relativise.

## Coupé

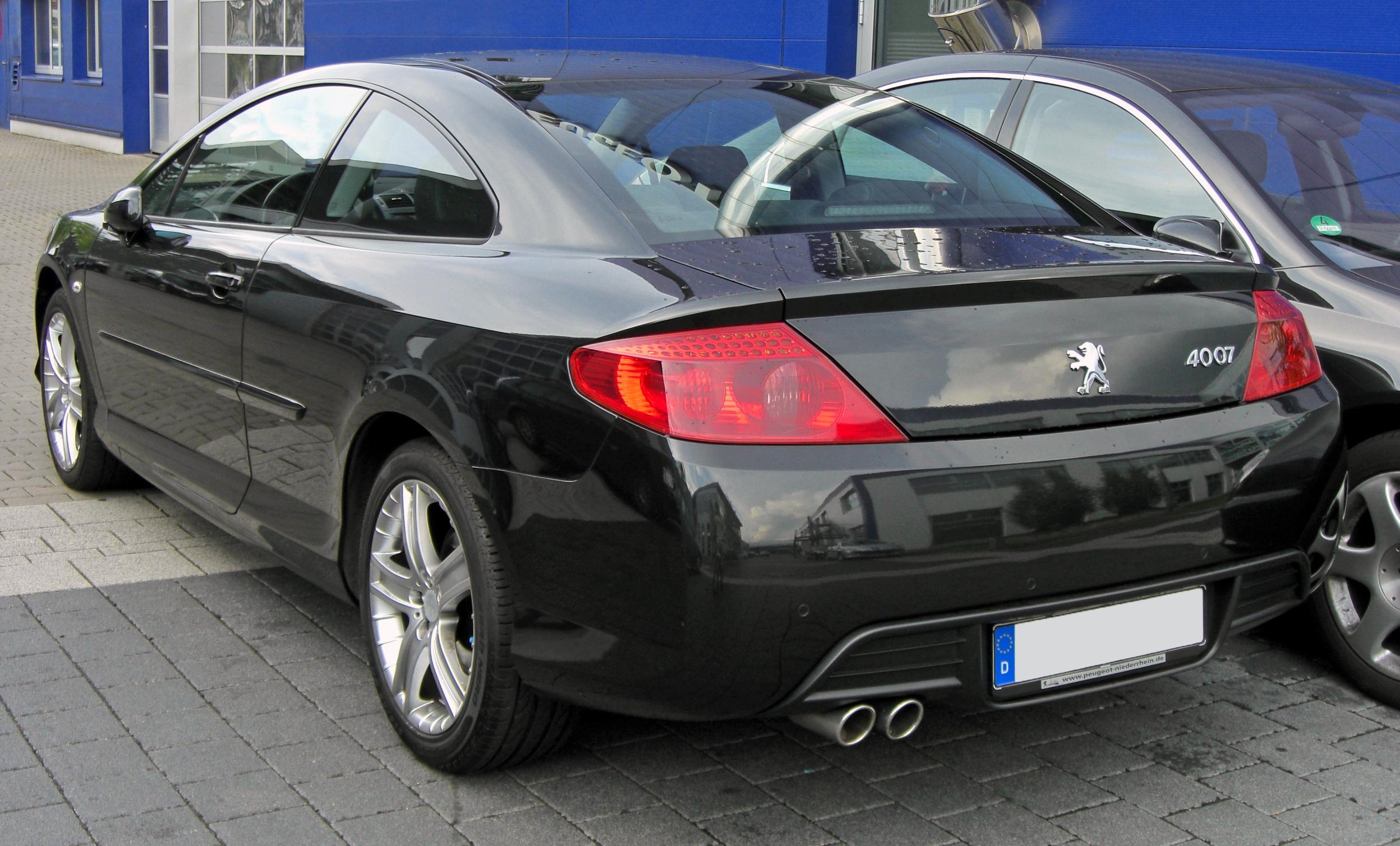
Peugeot 407 Coupé, vue arrière.

Le coupé, sorti en 2005, est la troisième carrosserie disponible de la 407. Œuvre stylistique de Gérard Welter, directeur du centre de style Peugeot, il succède à la Peugeot 406 Coupé, dessinée par Pininfarina.

## Compétitions

### TRV6
Rapport Poids/Puissance : 3,714 kg/ch
Rapport Puissance/Litre: 116,667 ch/litre

## Références culturelles

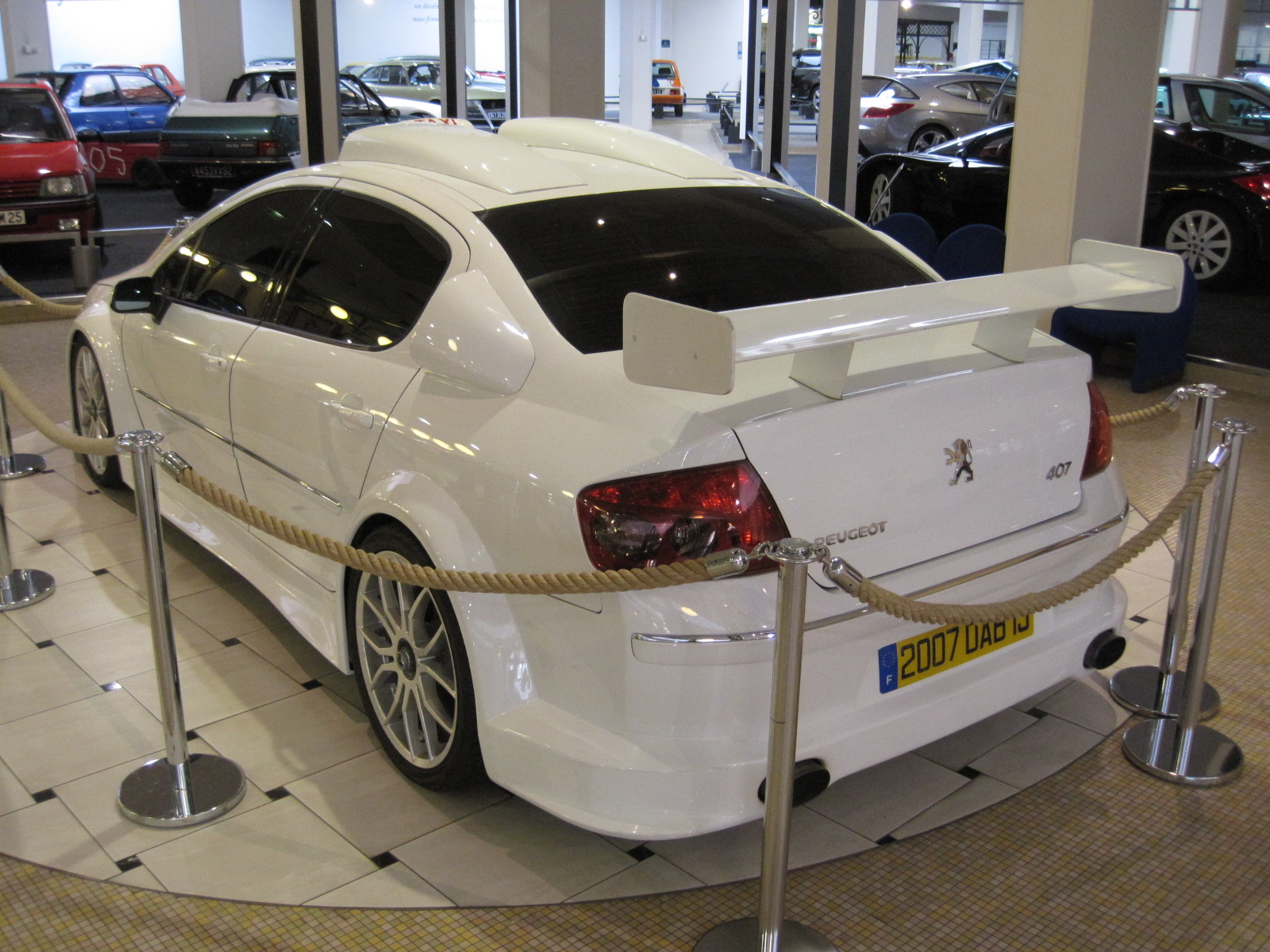
Peugeot 407 utilisée dans le film Taxi 4.